# Max-Planck-Medaille
Die Max-Planck-Medaille ist eine Auszeichnung, die seit 1929 jährlich von der Deutschen Physikalischen Gesellschaft (DPG) für besondere Leistungen auf dem Gebiet der Theoretischen Physik verliehen wird. Diese Auszeichnung gilt als die bedeutendste in diesem Fach in Deutschland. Sie besteht aus einer Urkunde und einer goldenen Medaille mit dem Porträt Max Plancks.
Die entsprechende höchste Auszeichnung der DPG für Leistungen auf dem Gebiet der experimentellen Physik ist die Stern-Gerlach-Medaille.
Die Beschaffung der Planck-Medaille war 1943 ein Problem, da die Berliner Gießerei durch eine Bombe getroffen wurde. Der Vorstand der Deutschen Physikalischen Gesellschaft entschied sich, die Medaillen zunächst in einem Ersatzmetall herzustellen und später in Gold nachzuliefern.

## Preisträger
- 1929: Max Planck und Albert Einstein
- 1930: Niels Bohr
- 1931: Arnold Sommerfeld
- 1932: Max von Laue
- 1933: Werner Heisenberg
- 1934–1936: keine Verleihung
- 1937: Erwin Schrödinger
- 1938: Louis-Victor de Broglie
- 1939–1941: keine Verleihung
- 1942: Pascual Jordan
- 1943: Friedrich Hund
- 1944: Walther Kossel
- 1945–1947: keine Verleihung
- 1948: Max Born
- 1949: Otto Hahn und Lise Meitner
- 1950: Peter Debye
- 1951: James Franck und Gustav Hertz
- 1952: Paul Dirac
- 1953: Walther Bothe
- 1954: Enrico Fermi
- 1955: Hans Bethe
- 1956: Victor Weisskopf
- 1957: Carl Friedrich von Weizsäcker
- 1958: Wolfgang Pauli
- 1959: Oskar Klein
- 1960: Lew Dawidowitsch Landau
- 1961: Eugene Paul Wigner
- 1962: Ralph Kronig
- 1963: Rudolf Peierls
- 1964: Samuel Abraham Goudsmit und George Eugene Uhlenbeck
- 1965: keine Verleihung
- 1966: Gerhart Lüders
- 1967: Harry Lehmann – Quantenfeldtheorie
- 1968: Walter Heitler
- 1969: Freeman Dyson
- 1970: Rudolf Haag – Quantenfeldtheorie
- 1971: keine Verleihung
- 1972: Herbert Fröhlich
- 1973: Nikolai Nikolajewitsch Bogoljubow
- 1974: Léon Van Hove
- 1975: Gregor Wentzel
- 1976: Ernst Carl Gerlach Stückelberg
- 1977: Walter Thirring
- 1978: Paul Peter Ewald
- 1979: Markus Fierz
- 1980: keine Verleihung
- 1981: Kurt Symanzik – Quantenfeldtheorie
- 1982: Hans-Arwed Weidenmüller
- 1983: Nicholas Kemmer
- 1984: Res Jost
- 1985: Yōichirō Nambu
- 1986: Franz Wegner
- 1987: Julius Wess
- 1988: Valentine Bargmann
- 1989: Bruno Zumino
- 1990: Hermann Haken
- 1991: Wolfhart Zimmermann – Quantenfeldtheorie
- 1992: Elliott H. Lieb
- 1993: Kurt Binder
- 1994: Hans-Jürgen Borchers
- 1995: Siegfried Großmann
- 1996: Ludwig Dmitrijewitsch Faddejew
- 1997: Gerald Brown
- 1998: Raymond Stora
- 1999: Pierre Hohenberg
- 2000: Martin Lüscher
- 2001: Jürg Fröhlich
- 2002: Jürgen Ehlers – Beiträge zur Einsteinschen Gravitationstheorie
- 2003: Martin Gutzwiller – Quantentheorie der Metalle
- 2004: Klaus Hepp – Beiträge zur Laserphysik, Quantentheorie und den Neurowissenschaften
- 2005: Peter Zoller – Wechselwirkung zwischen Laserlicht und Atomen
- 2006: Wolfgang Götze – Modenkopplungstheorie des Glasübergangs
- 2007: Joel Lebowitz – Beiträge zur statistischen Physik der Gleichgewichts- und Nicht-Gleichgewichtssysteme
- 2008: Detlev Buchholz – Beiträge zur Quantenfeldtheorie
- 2009: Robert Graham – Beiträge zur Quantenoptik
- 2010: Dieter Vollhardt – Beiträge zur Festkörperphysik
- 2011: Giorgio Parisi – Beiträge zur theoretischen Elementarteilchenphysik, zur Quantenfeldtheorie und zur Statistischen Physik
- 2012: Martin Zirnbauer – Beiträge zur mathematischen Physik
- 2013: Werner Nahm – mathematische Grundlagen von Quantenfeldtheorien
- 2014: David Ruelle – „Für seine grundlegenden Beiträge zur relativistischen Quantenfeldtheorie, statistischen Mechanik und Theorie der dynamischen Systeme mit Anwendungen auf das Problem des Einsetzens von Turbulenz.“
- 2015: Wjatscheslaw Muchanow – „In Würdigung seiner grundlegenden Beiträge zur Kosmologie und insbesondere zur Strukturbildung aufgrund von Quantenfluktuationen im frühen Universum.“
- 2016: Herbert Wagner – „In Würdigung seiner grundlegenden Beiträge zur Theorie der Phasenübergänge – insbesondere in niederdimensionalen, magnetischen Systemen – und der Dynamik kritischer Phänomene.“
- 2017: Herbert Spohn – „In Würdigung seiner bedeutenden Beiträge zur Statistischen Physik hinsichtlich der Aufklärung des Übergangs von mikroskopischer Physik zu makroskopischem Verhalten.“
- 2018: Juan Ignacio Cirac Sasturain – „…für seine herausragenden Beiträge auf dem Gebiet der Quanteninformationstheorie und Quantenoptik.“
- 2019: Detlef Lohse – „…in Würdigung seiner bedeutenden theoretischen Beiträge zum Verständnis der Einzelblasen-Sonolumineszenz sowie zur Physik turbulenter Strömungen.“
- 2020: Andrzej J. Buras – „…für seine herausragenden Beiträge zur angewandten Quantenfeldtheorie fundamentaler Wechselwirkungen, insbesondere auf dem Gebiet der Flavorphysik und der Quantenchromodynamik.“
- 2021: Alexander M. Poljakow – „In Würdigung seiner wegweisenden Pionierarbeiten zur Quantenfeldtheorie und Statistischen Mechanik, speziell zu Monopolen und Instanton-Lösungen von Yang-Mills-Theorien, zum konformen Bootstrap und zur Eich-String-Dualität.“
- 2022: Annette Zippelius – „…in Würdigung ihrer fundamentalen Beiträge, welche die statistische Physik kondensierter Materie konzeptionell wie methodisch nachhaltig beeinflusst haben; insbesondere für ihre herausragenden Arbeiten zu den Schmelzübergängen dünner Filme, zur statistischen Theorie neuronaler Netze und zur Dynamik granularer Gase.“
- 2023: Rashid A. Sunyaev – „…in Würdigung seiner zahlreichen und fundamentalen Beiträge zur relativistischen Astrophysik und zur Kosmologie, insbesondere für die theoretische Vorhersage der experimentell beobachteten Veränderungen im Spektrum der kosmischen Hintergrundstrahlung durch Galaxienhaufen.“
- 2024: Erwin Frey – „…in Würdigung seiner fundamentalen Beiträge zur Theoretischen Biophysik, insbesondere zum interzellulären Transport, zu biomolekularen Prozessen und zur Musterbildung in komplexen Systemen.“
- 2025: Reinhard Werner – „…in Würdigung seiner grundlegenden theoretischen Beiträge zur Quantenverschränkung, zur Quanten-Nichtlokalität und zu dem Gebiet der Quanteninformation.“